# 331 هـ
331 هـ هي سنة في التقويم الهجري امتدت مقابلةً في التقويم الميلادي بين سنتي 942 و943.

## مواليد
- بختيار بن معز الدولة
- أبو الفرج بن هندو

## وفيات
- أبو يعقوب السجستاني

- الجصاص
- الجهشياري
- محمد بن مخلد